# Шуша
Шуша (азерб. Şuşa, вірм. Շուշի) — місто в Азербайджані, адміністративний центр Шушинського району Азербайджану.

## Географія
Місто розташоване на автошляху Степанакерт/Ханкенді  — Горіс — Єреван, за 11 км автошляхом від столиці самопроголошеної Нагірно-Карабаської Республіки (Республіки Арцах). Напряму відстань становить всього 3 км, оскільки місто розташовується на горі.

## Історія
Протягом XVIII—XIX століть Шуша була головним містом Арцаху.
Протягом 9 травня 1992 — 8 листопада 2020 року де-факто — районний центр Шушинського району невизнаної Нагірно-Карабаської Республіки (Республіки Арцах).
8 листопада 2020 року, в ході Другої карабаської війни, місто визволили Збройні сили Азербайджану (вірмени трактували це як окупацію, азербайджанці — як звільнення). Місто взяли за допомогою близького бою, коли різні диверсійні групи увійшли в нього і змусили вірменські сили вийти з центра міста, а потім витіснили їх з Шуші.
Військова операція азербайджанської армії у Нагірному Карабаху, яка тривала 44 дні, закінчилася успіхом для наступаючої сторони. Бойові дії закінчилися після того, як Збройні сили Азербайджану зайняли місто Шуша — один з найважливіших населених пунктів у Нагірному Карабаху. Це місто розташоване на горі за декілька кілометрів від столиці регіону Степанакерту, і через нього проходить дорога, яка сполучає Карабах з Вірменією.
7 травня 2021 року Ільхам Алієв оголосив Шушу культурною столицею Азербайджану.

## Пам'ятники історії та архітектури
- Церква Сурб Казанчецоц;
- Церква Канач Жам;
- Православна церква;

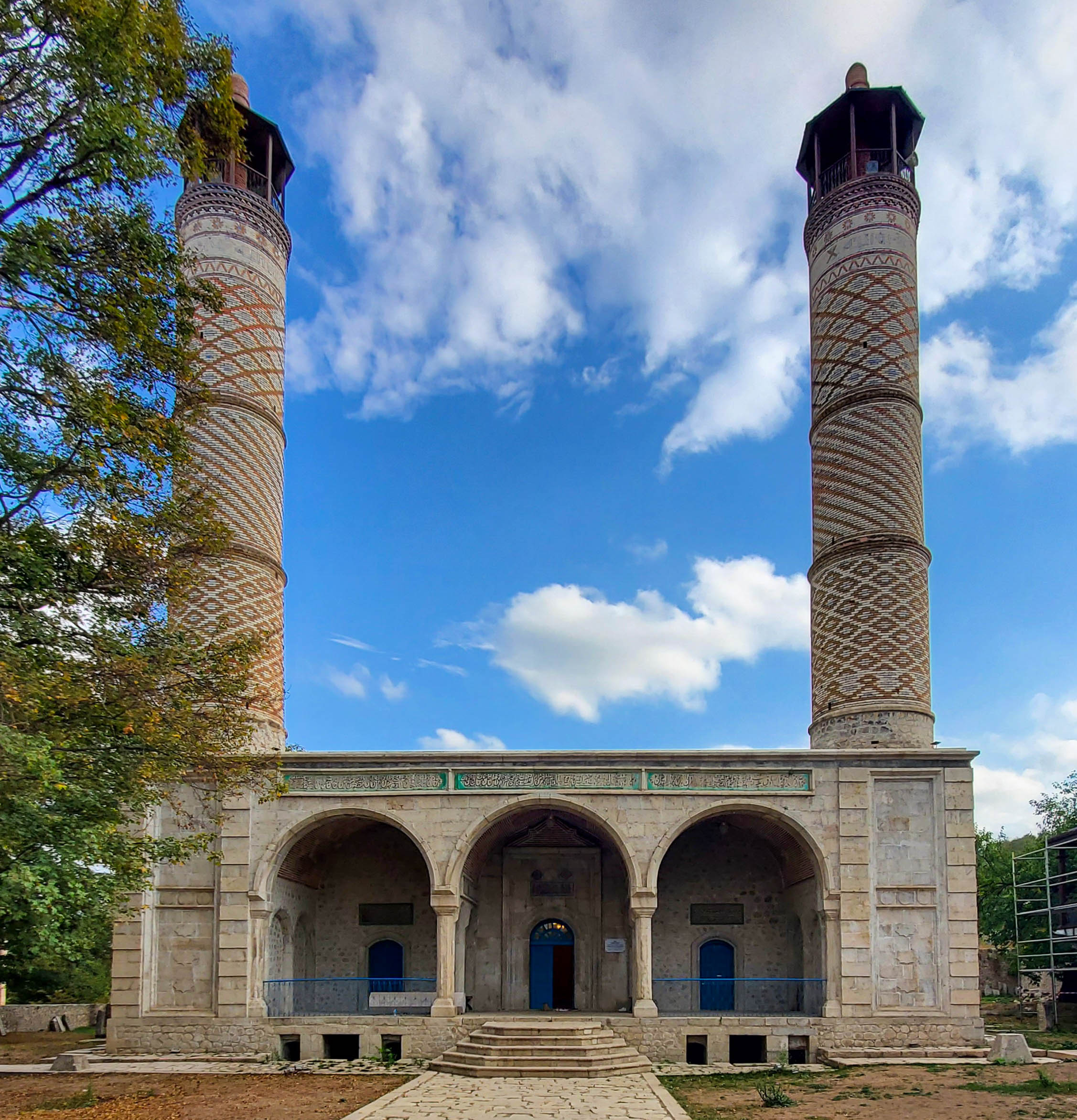
Верхня мечеть Гевхар-агі

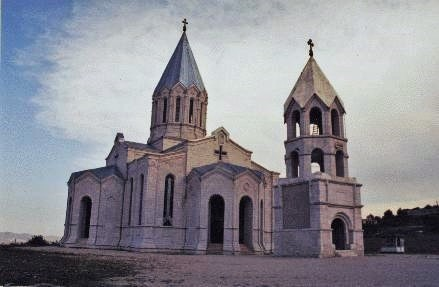
Церква Сурб Казанчецоц

- Верхня мечеть Гевхар-агі (за проектом місцевого архітектора Кербалая Сефі Хана Карабагі)[5];
- Нижня мечеть Гевхар-агі;
- Мечеть Саатли;
- Мечеть Мамай;
- Шушинська фортеця;
- Краєзнавчий музей;
- Меморіал героям німецько-радянської війни;
- Меморіал героям Карабаської війни;
- Монумент танку Збройних Сил РА, що першим вступив у Шуші.

## Особи
Тут народився радянський державний і політичний діяч Олександр Бекзадян та чинний міністр Оборони Вірменії Сейран Оганян.
- Агаджанян Степан Меліксетович — вірменський й радянський живописець, народний художник Вірменської РСР.
- Ахмет-бек Агаєв (Агаоглу) (1868—1939) — азербайджанський державний діяч, журналіст і тюрколог.
- Абдуррагім Ахвердов — азербайджанський письменник.
- Гаджиєв Іслам Абдулла огли — азербайджанський і радянський політик.
- Сулейман Сані Ахундов — азербайджанський письменник, драматург.
- Багіров Рубен Христофорович  — радянський офіцер, Герой Радянського Союзу.
- Молла Панах Вагіф (азерб. ملاپناه واقف, Molla Pənah Vaqif; 1717—1797, Шуша) — азербайджанський поет і державний діяч (візир) Карабаського ханства XVIII століття.
- Зінін Микола Миколайович — російський хімік—органік.
- Уста Гамбар Карабагі — азербайджанський живописець-орнаменталіст.
- Лео — вірменський історик.
- Степанян Нельсон Георгійович — радянський льотчик, двічі Герой Радянського Союзу.
- Юсиф Везир Чеменземінлі — азербайджанський письменник, дипломат.
- Барат Шакінська (1914—1999) — азербайджанська і радянська актриса театру і кіно.
- Гамер-бейїм Шейда (1881—1933) — азербайджанська поетеса.

## Міста-побратими
- Дєндєш, Угорщина[6][7][8][9]
- Туркестан, Казахстан
- Кайсері, Туреччина
- Ерзурум, Туреччина[10]
- Велико-Тирново, Болгарія
- Новий Пазар, Сербія
- Ісфара, Таджикистан[11]
- Хіва, Узбекистан